# Sakura Hauge
Sakura Hauge (født 7. januar 1987 i Bergen, Norge) er en norsk håndboldspiller som spiller for franske ESBF Besançon og for Japans kvindehåndboldlandshold.

## Klubkarriere
Sakura Hauge begyndt sin karriere i den lokale klub IL Gneist som er placeret i Bergen, inden hun skiftede til Stabæk IF i Oslo. Herefter spillede hun for Nordstrand IF inden hun i 2007 skiftede til Tertnes HE i Bergen hvor hun spillede i syv sæsoner. I 2014 skiftede hun til Vipers Kristiansand inden hun i sommeren 2018 skiftede til Nykøbing Falster Håndboldklub i Danmark. Efter en enkelt sæson i dansk håndbold skiftede hun i 2019 til den franske klub ESBF Besançon.

## Landsholdskarriere
Indtil 2008 spillede Sakura Hauge 22 ungdomslandsholdkampe for Norge, inden hun blev seniorspiller. Hun var i bruttotruppen for Norges landshold ved EM i håndbold 2010 og ved OL i London i 2012. Hun nåede at spille 2 landskampe for Norge inden hun i 2015 valgte at stille op for det japanske landshold, i Japan er hun kendt som Sakura Kametani. Hun spillede tre kampe for Japan ved VM i 2015 i Danmark. Ved VM i 2017 i Tyskland var hun en bærende profil for det japanske landshold som nåede til ottendedelsfinalen , hvor de tabte til Holland 24-26 efter overtid, i den kamp blev Sakura Hauge kåret som kampens spiller.
Hun repræsenterede Japan, da hun var blandt de udvalgte i landstræner Ulrik Kirkelys endelige trup ved Sommer-OL 2020 i Tokyo, hvor holdet endte på en samlet 12. plads. Hun deltog også ved VM 2015 i Danmark og VM 2017 i Tyskland.
Hun var også med til at vinde sølv ved Asienmesterskabet i 2018 på hjemmebane, dog efter finale-nederlag til Sydkorea, med cifrene 25-30.